# Friedrich Karl III. zu Hohenlohe-Waldenburg-Schillingsfürst
Friedrich Karl III. Ludwig Philipp Ernst Franz Joseph Fürst zu Hohenlohe-Waldenburg-Schillingsfürst (* 31. Juli 1908 in Waldenburg; † 24. Oktober 1982 ebenda) war ab 1924 Chef des Hauses Hohenlohe-Waldenburg-Schillingsfürst. Als Oberhaupt der Familie nannte er sich Fürst von Hohenlohe-Waldenburg-Schillingsfürst und war so auch von 1924 bis zu seinem Tod allgemein bekannt.

## Leben
Friedrich Karl III. war ein Sohn des Fürsten Friedrich Karl II. (1846–1924) und dessen Gemahlin Prinzessin Therese (1869–1927), die Tochter des Grafen Alfred zu Erbach-Fürstenau (1813–1874). Sein Vater Friedrich Karl II. war als Standesherr im Besitz eines Mandats in der Ersten Kammer der Württembergischen Landstände. Mutter, Fürstin Therese war Pionierin der Landfrauenbewegung in Süddeutschland und erste Vorsitzende des Landesverbands landwirtschaftlicher Hausfrauen-Vereine in Württemberg.

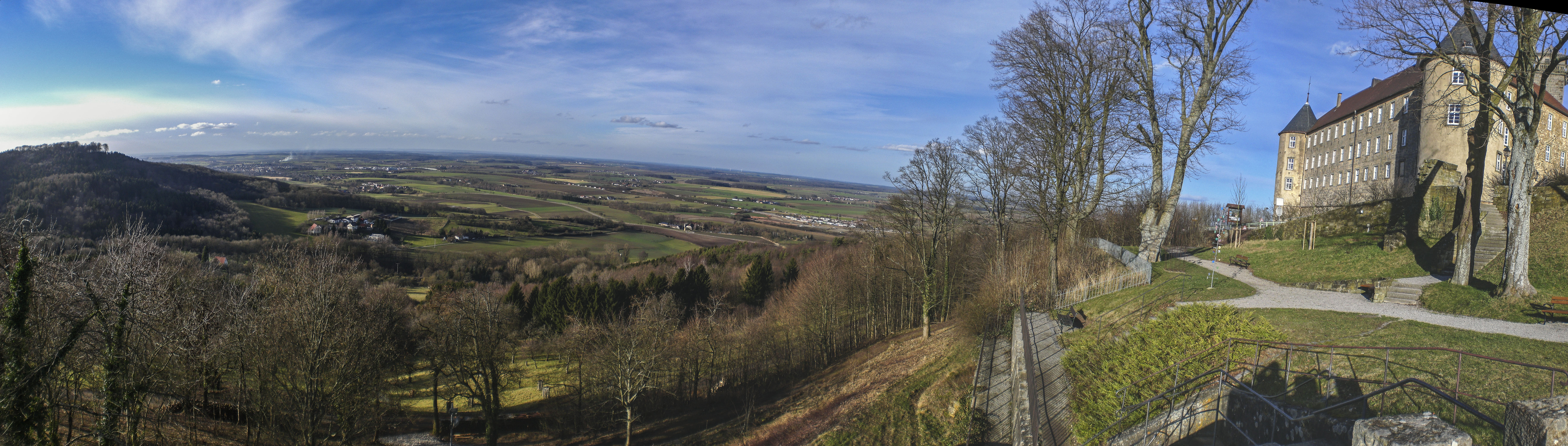
Schloss Waldenburg

1924 zum Domänenrat ernannt, führte Fritsch die Geschäfte der fürstlichen Verwaltung unter dem jungen Fürsten Friedrich Karl III. bis nach dem Zweiten Weltkrieg. Ihm zur Seite stand Rechnungsrat Bacher (um 1938). Als Vertreter von Fürstin Therese ist Fritsch bei der Veräußerung des niederbayerischen Schloßguts und Granitwerkes Eberhardsreuth (1924) maßgeblich beteiligt. Er unterstützte den Fürsten ebenfalls bei der Führung der Gaukasse des NDA (Nationaler Deutscher Automobilclub), Ortsgruppe Waldenburg, dessen Präsident Friedrich Karl III. war.
In der Zeit des Nationalsozialismus trat er zum 1. Mai 1933 der NSDAP bei (Mitgliedsnummer 3.409.977).

## Familie
Friedrich Karl III. heiratete am 24. Mai 1932 in Lichtenstein Mechtild Fürstin von Urach (* 4. Mai 1912 in Stuttgart; † 11. März 2001 ebenda), die Tochter von Herzog Wilhelm II. von Urach und Amalie Maria Herzogin in Bayern. Aus dieser Ehe gingen zwei Söhne und drei Töchter hervor:
- Friedrich Karl (IV.) Fürst zu Hohenlohe-Waldenburg-Schillingsfürst (* 19. Januar 1933; † 6. Juni 2017)

⚭ 16 Apr 1965 Marie Gabrielle von Rantzau (* 29. August 1942),
- Hubertus Prinz zu Hohenlohe-Waldenburg-Schillingsfürst (* 11. März 1935; † 21. Januar 2021),

⚭ 18 Jul 1959 Adelheid Freiin von Ow (* 11. Dezember 1937; † 14. Februar 2022),
- Amelie Prinzessin zu Hohenlohe-Waldenburg-Schillingsfürst (* 11. Dezember 1936; † 19. März 1985)

⚭ 16 Okt 1956 Clemens Graf von Matuschka (* 26. Juli 1928; † 28. Dezember 2011),
- Therese Prinzessin zu Hohenlohe-Waldenburg-Schillingsfürst (* 8. September 1938)

⚭ 23 Aug 1986 Josef Hubert Graf und Herr von Neipperg (* 22. Juli 1918; † 12. September 2020),
- Hilda Prinzessin zu Hohenlohe-Waldenburg-Schillingsfürst (* 31. Dezember 1943)

⚭ 25 Mär 1968 Josef Prinz von Croÿ (* 8. Juli 1941).